# 松本晴子
松本 晴子（まつもと はるこ）は日本の小説家、美術評論家。
美術、映像、建築をテーマに評論活動を行う。1998年3月慶應義塾大学文学部哲学科美学美術史学専攻卒業。
1997年、文学部3年次に初投稿した小説『BONES』で第4回三田文学新人賞を受賞。その後、創作・評論活動を続ける。
2008年～2009年文化庁派遣芸術家在外研修員としてフランスで研修。パリ第12大学パリ都市計画研究所修士課程修了。フランス国立社会科学高等研究院博士課程在籍。